# Middleville (Nova York)
Middleville és una població dels Estats Units a l'estat de Nova York. Segons el cens del 2000 tenia 550 habitants.

## Demografia
Segons el cens del 2000, Middleville tenia 550 habitants, 201 habitatges, i 139 famílies. La densitat de població era de 287 habitants/km².
Dels 201 habitatges en un 31,8% hi vivien nens de menys de 18 anys, en un 54,2% hi vivien parelles casades, en un 11,4% dones solteres, i en un 30,8% no eren unitats familiars. En el 26,9% dels habitatges hi vivien persones soles el 12,4% de les quals corresponia a persones de 65 anys o més que vivien soles. El nombre mitjà de persones vivint en cada habitatge era de 2,5 i el nombre mitjà de persones que vivien en cada família era de 3,04.
Per edats la població es repartia de la següent manera: un 22% tenia menys de 18 anys, un 7,3% entre 18 i 24, un 24% entre 25 i 44, un 28,4% de 45 a 60 i un 18,4% 65 anys o més.
L'edat mediana era de 43 anys. Per cada 100 dones de 18 o més anys hi havia 87,3 homes.
La renda mediana per habitatge era de 39.231 $ i la renda mediana per família de 42.727 $. Els homes tenien una renda mediana de 34.306 $ mentre que les dones 22.727 $. La renda per capita de la població era de 17.499 $. Entorn del 4,4% de les famílies i el 8% de la població estaven per davall del llindar de pobresa.